# Limopsis idonea
Limopsis idonea is een tweekleppigensoort uit de familie van de Limopsidae. De wetenschappelijke naam van de soort is voor het eerst geldig gepubliceerd in 1929 door Tom Iredale.